# HMHS Britannic
A HMHS Britannic (HMHS = His Majesty's Hospital Ship, vagyis őfelsége kórházhajója) a White Star Line társaság harmadik Olympic osztályú hajója volt. Két testvérhajója, az RMS Olympic és az RMS Titanic után Belfastban építették meg és 1914-ben bocsátották vízre. Egyes feljegyzések szerint neve Gigantic lett volna, de a Titanic katasztrófája után más nevet adtak neki, bár a White Star Line tagadta és legendának minősítette az ezzel kapcsolatos pletykákat. 1916. november 21-én az Égei-tengeren, Kéosz szigetének közelében aknára futott, és 55 perc alatt elsüllyedt. A Britannic roncsa a mai napig a legnagyobb utasszállító hajó a tengerfenéken.

## Története
A Britannic az óceánjárók fénykorában készült, amikor a nagy társaságok egy terv alapján több hajót is építettek, a White Star Line is azt tervezte, hogy a három luxushajóval hetente indít menetrend szerinti járatokat Southampton és New York között.

### A Titanic katasztrófája utáni módosítások
A Titanic katasztrófáját követően a Britannic terveiben jelentős változásokat hajtottak végre a biztonság érdekében. A vízzáró rekeszfalakat a B fedélzetig építették és 46 mentőcsónakot kapott, köztük 4 motorosat. Továbbá úgy alakították ki, hogy 7 elárasztott rekesszel a felszínen maradjon. Mivel hosszabb volt, mint a Titanic, így 16 helyett, 17 vízzáró rekesszel látták el. A hajóba nagyobb teljesítményű gőzturbinát szereltek be a 21 csomós (39 km/h) utazósebesség stabilan tartásához. A turbina összteljesítménye 18 000 LE volt, szemben az Olympic és a Titanic 16 000 LE-s turbinájával. A Britannic 53 ezer tonna vízkiszorítású, 269,1 méter hosszú hajó volt, maximális sebessége 23 csomó (42,6 km/h). Az utolsó, és egyben legnagyobb különbség a Britannic és a másik két hajó között az volt, hogy a hajótest burkolatát képező acéllemezeket nem egy, hanem két szegecs-sorral rögzítették egymáshoz, mert a hajógyár gyanakodott, hogy a Titanic az elégtelen szegecsteherbírás miatt süllyedt el. Emiatt kicsit nehezebb is volt, tömege pontosan 48 158 tonnát tett ki.

### Az építés

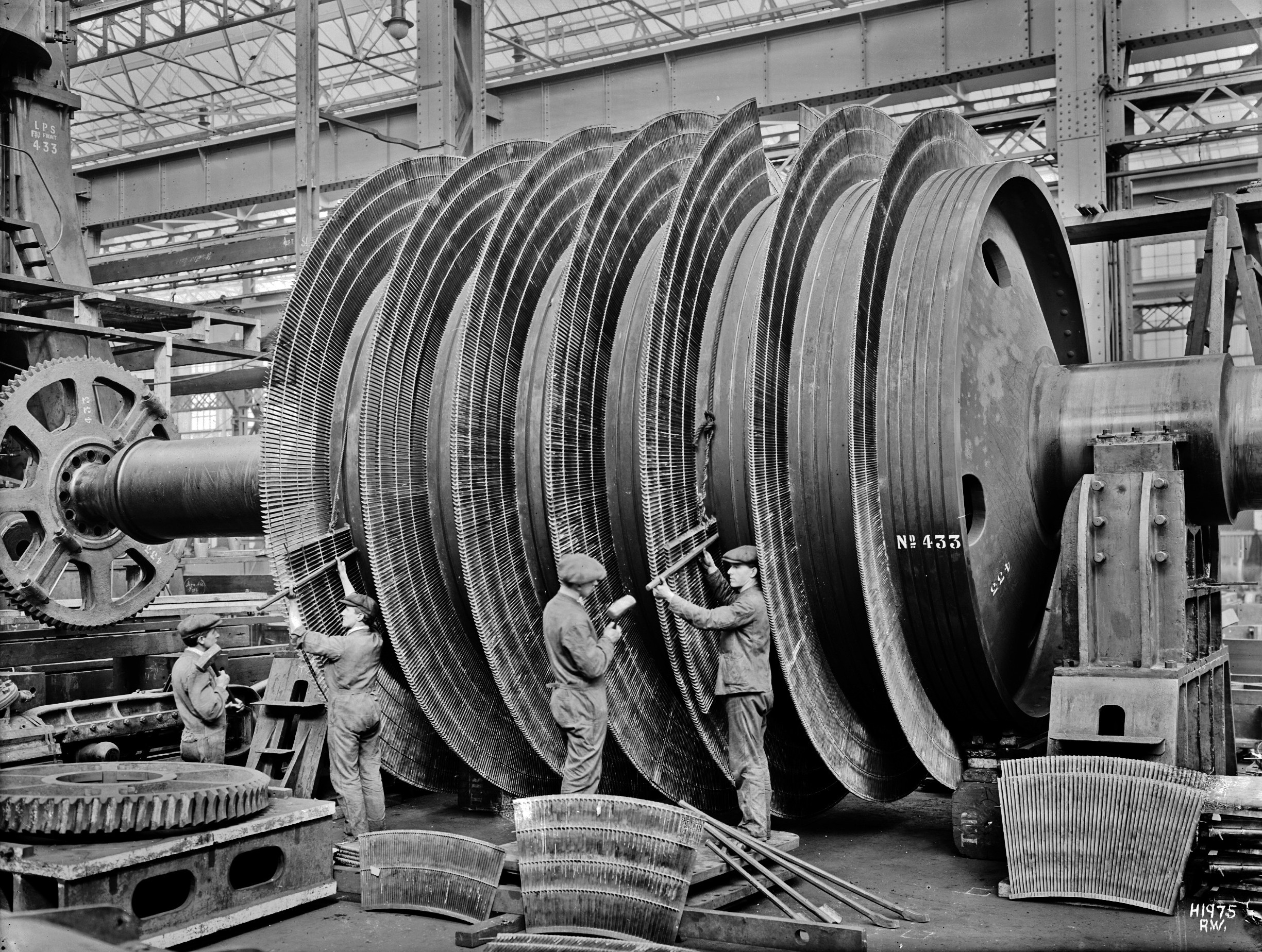
A Britannic gőzturbinája összeszerelés alatt

A Britannic építését 1911. november 30-án kezdték el, 13 hónappal az Olympic vízrebocsátása után. A Titanic katasztrófája utáni módosítások miatt csak 1914. február 26-án tudták vízrebocsátani. A hajó felszerelését később kezdték el. A Britannic ugyanazon a helyen épült, ahol az Olympic. Ezzel a hajógyár időt és pénzt spórolt. 1914 augusztusában, mielőtt a Britannic megtehette volna első transzatlanti kereskedelmi útját Southampton és New York között, kitört az első világháború. Az Admiralitás minden hajógyárnak megparancsolta, hogy csak a rendelkezésre álló alapanyagokból építkezhetnek. A hajókat vagy felfegyverzett kereskedelmi cirkálónak vagy pedig csapatszállítóknak alakították át. Használatukat megfizették a hajótársaságoknak, de a veszély, hogy elveszíthetik a hajókat nagy volt. Azonban a nagy óceánjárókat mégsem használták katonai célokra, mert a kisebb hajókat sokkal könnyebben tudták kezelni. A White Star kivonta a forgalomból az Olympicot, amíg a veszély el nem múlt. Az Olympic 1914. november 3-án tért vissza Belfastba, és eközben a Britannic építése nagyon lassan folyt. 1915-ben azonban minden megváltozott.

### A háború alatt
1915-ben egyre nagyobb szükség lett a nagy hajókra a katonai célokra. A katonáknak a Földközi-tenger keleti részére kellett eljutniuk. 1915 májusában, a Britannic építése a végéhez közeledett. Ellenőrizték a motorjait, és a hibákat kijavították. Ugyanebben a hónapban elsüllyedt a Lusitania, megtorpedózta az U-20-as német tengeralattjáró, és több mint 1200 emberélet veszett oda.
1915 november 13-án, az első világháború alatt lefoglalta az Admiralitás kórházhajónak. A hajótest oldalát fehér színűre festették, zöld csíkkal az oldalán. Erre került rá három darab vörös kereszt. A HMHS Britannic (His Majesty's Hospital Ship – őfelsége kórházhajója) névre keresztelték át, s azt a feladatot kapta, hogy a Földközi-tenger vidékéről hazaszállítsa a sebesült frontkatonákat.  A Britannicot az RMS Mauretaniával és az RMS Aquitaniával együtt Gallipolinál, a sebesültek hazaszállítására vetették be, Charles Alfred Bartlett kapitány parancsnoksága alatt. 1915. december 12-én a próbaút után elhagyta Belfastot, a célállomása Liverpool volt. Két héttel később, 1915. december 23-án hagyta el Liverpoolt kórházhajóként, és elindult a görög Mudrosz szigete felé. 1915. december 28-án érkezett meg Nápolyba, ahol szenet vett fel, majd 1 nappal később továbbindult. December 31-én érkezett meg Mudroszba és felvette a 3300 sebesült katonát. 1916. január 4-én indult vissza Southamptonba. 3 sikeres út után, 1916. május 8-án érkezett meg Belfastba, hogy visszaalakítsák személyszállító hajóvá. 1916. június 6-án hivatalosan is visszakerült a White Starhoz, viszont nem sokáig tartott ez az állapot. 1916. augusztus 28-án az Admiralitás ismét lefoglalta a Britannicot kórházhajónak. Szeptember 24-én hagyta el Southamptont, Mudros felé.

### Az utolsó út
A hajó öt sikeres út után 1916. november 12-én futott ki Southampton kikötőjéből a Földközi-tenger felé. November 17-én érkezett meg Nápolyba, ahol szenet és ivóvizet vett fel az út hátralevő részére. A viharos időjárás miatt veszteglésre kényszerültek, így az idő legkisebb javulását észlelve a kapitány az indulás mellett döntött. A Britannic már a görög Lemnosz szigete felé haladt, amikor 1916. november 21-én, kedd reggel 8 óra 12 perckor hatalmas robbanás rázta meg a hajót.
Az orvosok és a nővérek azonnal észlelték a rendkívüli eseményt, a hajó hátsó részén lévők viszont azt hitték, hogy csak egy kisebb hajóval ütköztek össze. A robbanás következtében a biztonsági rendszer jelentős károkat szenvedett, a tengervíz hamarosan betört a hajótestbe. Bár a kapitány azonnal elrendelte a betörő víz ellen védő ajtók lezárását, ezek annyira megrongálódtak, hogy nem tudták ellátni feladatukat.

### A süllyedés
A víz elérte a kazánházat, a Britannic pedig süllyedési szintjét. Szerencsére pár válaszfal épen maradt, így a víz nem tört – volna – be a további kazánházakba, mivel azonban az alsóbb szinteken nyitva maradtak a hajóablakok, a víz ezeken keresztül mégis elöntötte a kazánházakat. Amikor immár hat hajórekesz állt víz alatt, bizonyossá vált, hogy a hajó nem marad a víz felszínén. A Britannic hiába volt erősebbnek és biztonságosabbnak építve, mint a Titanic, alig tíz perccel a robbanás után olyan állapotban volt, mint a Titanic egy órával a jégheggyel való ütközést követően. Bartlett kapitány még egy kétségbeesett kísérletet tett, hogy a közelben fekvő Kéosz sziget partjaira vezesse a hajót, de a legénység már megkezdte a mentőcsónakok előkészítését és vízre bocsátását.
Az utasokat sikerült kimenteni. A katasztrófa 30 áldozata közül a legtöbb akkor halt meg, amikor az óceánjáró tatja kiemelkedett a vízből, és két rosszul leengedett mentőcsónakot bedarált a még forgó hajócsavar. A még a parancsnoki hídon tartózkodó Bartlett csak ekkor adott utasítást a hajó gépeinek leállítására, majd 8 óra 35 perckor kiadta a parancsot a hajó elhagyására. Ő maga 9 órakor egyszerűen lesétált a parancsnoki hídról, amelyet akkor ért el a víz. A HMHS Britannic a robbanás után 55 perccel jobb oldalára dőlt és elsüllyedt az Égei-tengeren. Az 1038 túlélő segítségére helyi halászok siettek, később pedig megérkezett a katasztrófa helyszínére a HMS Scourge és a HMS Heroic is. A Britannic a legnagyobb hajó, mely elsüllyedt az első világháborúban.
A száz méter mélyen nyugvó hajót 1975-ben Jacques-Yves Cousteau találta meg, s azóta számos kutatást végeztek rajta. A roncs tulajdonosa Simon Mills angol történész.

## Filmek
2000-ben Brian Trenchard-Smith James Cameron Titanicjának ihletése alatt készített egy másik romantikus filmdrámát a Britannicról, amelyet egy hasonló tragikus szerelem foglal keretbe. A Britannic c. film főbb szerepeit Edward Atterton, Amanda Ryan és John Rhys-Davies játszották. A film a tragédia okaként fikciót alkalmaz, egy beépített német ügynök detonátorokat helyez el a hajó aljában, mert az fegyvereket szállít az Egyiptomban harcoló brit és szövetséges csapatoknak.

## Fordítás
Ez a szócikk részben vagy egészben  a   HMHS Britannic című angol Wikipédia-szócikk fordításán alapul.  Az eredeti cikk szerkesztőit annak laptörténete sorolja fel. Ez a jelzés csupán a megfogalmazás eredetét és a szerzői jogokat jelzi, nem szolgál a cikkben szereplő információk forrásmegjelöléseként.